# Günter Güttler
Günter Güttler (Herzogenaurach, 31 maggio 1961) è un allenatore di calcio ed ex calciatore tedesco, di ruolo centrocampista.

## Palmarès

### Giocatore

#### Competizioni nazionali
- Campionato tedesco: 1

Bayern Monaco: 1980-1981
- Coppa di Germania: 1

Bayern Monaco: 1981-1982
- 2. Fußball-Bundesliga: 2

Norimberga: 1984-1985
Schalke 04: 1990-1991